# Peugeot 206
Peugeot 206 je vozilo, ki je bilo prvič izdelano leta 1998, izdelovalo pa se ga je vse do leta 2013. Temu modelu se v večini reče mini vozilo oziroma dobro znani izraz, ki izvira iz angleškega jezika in se glasi hatchback. Kljub temu, da se je po večini tovarn proizvodnja zaključila z letom 2013, je bilo to vozilo v povsem novi odpremi v Evropi na voljo tudi do leta 2013. Takrat se je k številki 206 dodal še +, saj je oblika le tega bila preoblikovana. Tako na sprednjem delu vozila kot tudi zadnjem, vse skupaj pa nekoliko spominja na naslednika te znamke, torej Peugeota 207.

## Nastanek znamke 206
Uradna otvoritev je bila desetega Septembra že prej omenjenega leta 1998. Poleg hatchback verzij poznamo tudi serijo proizvodov kabriolet (206 CC), ki je bila izdana dve leti pozneje. Na voljo je tudi oblika karavana (206 SW) podana na tržišče še leto kasneje, ter sedan (206 SD), ki je luč sveta ogledal leta 2005. V zadnjih letih je bilo še kar nekaj predelav tega vozila v različne preostale modele iz katerih je nastal Peugeot 207.
V zgodnjih devetdesetih letih dvajsetega stoletja, se je ta Francoska avtomobilistična znamka odločila, da je čas za nasleditev in nadgradnjo modela 205. Glavni razlog za je bil predvsem upad zanimanja za vozile tipa mini predvsem pri znamki Peugeot. Na drugi strani sta bila Ford Fiesta in Wolkswagen Polo Arhivirano 2015-07-12 na Wayback Machine. še vedno odlično prodajana. Posledično je na trg prišel unikaten proizvod za tiste čase, saj so francozi razvili povsem novi sprednji pogon vozila. S tem so zadeli terno saj je to najbolj prodajano vozilo tipa Peugeot.

## Tehnične sposobnosti
206 je bil prvotno izdelan samo kot hatchback z 1.1, 1.4 in 1.6 litrsko, bencinsko mašino. Na voljo je bil tudi proizvod z 1.9 literskim dizelskim motorjem. Leta 1999 je podjetje Peugeot izdalo na voljo tudi zelo zmogliv GTi model z 2.0L motorjem, ki je zmogel tudi 210 km/h pri polni hitrosti. Predelan GTi je nato dosegel še boljše hitrosti, denimo pospešek od 0 do 100 km/h v sedmih sekundah in pol. Mašina tega modela vsebuje 177 konjev. Poznamo tudi več tipov karoserij in sicer XR, XS, XT, XRD in XTD.

### Dimenzije
- dolžina 3835 mm
- širina 1652 mm
- višina 1426 - 1432 mm

### Ostalo
- menjalnik, ročni s petimi prestavami
- pogon - prednji
- kapaciteta spremnika: 50 l
- kapaciteta prtljažnika: 245 l

## Produkcija in marketing
Peugeot 206 je bil v večini izdelan v francoskih tovarnah, prav tako pa so do leta 2010 obratovali tudi v angleškem Rytonu. Izven Evrope poznamo še kar nekaj držav, kjer je imel ali pa še vedno ima Peugeot svoje središče za izdelavo vozil. Te so recimo Iran, Argentina, Brazilija, Urugvaj, Kitajska, in Malezija. Seveda velja omeniti tudi to, da se stroški izdelave in potem tudi nabave vozila razlikujejo v posameznih državah.

## Motorji

### Bencinski motorji
- 1.0 L (999 cc) D4D I4 16v, 70 PS (51 kW; 69 hp)
- 1.1 L (1124 cc) TU1JP I4, 60 PS (44 kW; 59 hp)
- 1.4 L (1360 cc) TU3JP 8v I4, 75 PS (55 kW; 74 hp)
- 1.4 L (1360 cc) ET3J4 16v I4, 88 PS (65 kW; 87 hp)
- 1.6 L (1587 cc) TU5JP 8v I4, 88 PS (65 kW; 87 hp)
- 1.6 L (1587 cc) TU5JP4 16v I4, 109 PS (80 kW; 108 hp)
- 2.0 L (1997 cc) EW10J4 16v I4, 140 PS (103 kW; 138 hp)
- 2.0 L (1997 cc) EW10J4S 16v I4, 177 PS (130 kW; 175 hp)

### Dizelski motorji
- 1.4 L (1398 cc) DV4 HDi Dizel I4, 68 PS (50 kW; 67 hp)
- 1.9 L (1868 cc) DW8 Dizel I4, 71 PS (52 kW; 70 hp)
- 1.6 L (1560 cc) DV6 HDi HDi 16v I4, 109 PS (80 kW; 108 hp)
- 2.0 L (1997 cc) DW10 HDi I4, 90 PS (66 kW; 89 hp)